# Stanisław Marusarz
Stanisław Marusarz (Zakopane, 18 de julio de 1913-ib., 29 de octubre de 1993) fue un deportista polaco que competía en salto de esquí y en esquí nórdico. A lo largo de su carrera deportiva llegó a participar en siete campeonatos mundiales y en cuatro Juegos Olímpicos de Invierno. Además formó parte de la resistencia polaca durante la Segunda Guerra Mundial.

## Biografía
Nacido en Zakopane, una pequeña ciudad fronteriza con Eslovaquia, comienza a practicar esquí nórdico desde pequeño y logra sobresalir en competiciones locales. En 1931 debuta en el campeonato sénior de salto en esquí de Polonia, en el que obtiene la medalla de plata, y al año siguiente se proclama campeón nacional en esa especialidad. Gracias a ese logro, consigue representar a Polonia en los Juegos Olímpicos de Lake Placid 1932 y de Garmisch-Partenkirchen 1936, consolidándose como uno de los atletas más reconocidos entre el público nacional.
El mayor logro de su carrera es la medalla de plata en el Campeonato Mundial de Lahti 1938, la primera en la historia del salto polaco. Este éxito se vio envuelto en polémica porque el esquiador había perdido la medalla de oro frente al noruego Asbjørn Ruud por escasas décimas, debido a una decisión de los jueces en estilo.
Con el estallido de la Segunda Guerra Mundial a raíz de la invasión alemana en 1939, Marusarz se alistó en el Ejército Nacional (Armia Krajowa) y participó activamente en la resistencia polaca como correo y escolta en los Montes Tatras. En marzo de 1940 es arrestado por la guardia fronteriza eslovaca y terminó en un campo de detención de la Schutzstaffel (SS) en Krzeszowice; aunque los nazis le ofrecieron el indulto a cambio de convertirse en entrenador del equipo alemán de saltos, Marusarz se negó, por lo que es condenado a muerte. Sin embargo, logró huir de sus captores con la ayuda de varios reclusos y terminó exiliándose durante cinco años en Hungría bajo una identidad falsa. Los alemanes volvieron a capturarle a comienzos de 1945, cuando el conflicto ya llegaba a su fin, pero esta vez aprovechó la confusión generada por una explosión de artillería para fugarse de nuevo.
El final de la guerra no supuso una tranquilidad total para Marusarz, pues el nuevo gobierno comunista polaco le investigaba por su pertenencia al Armia Krajowa. Las autoridades regionales intercedieron a su favor para evitar que cayese en el ostracismo, y tiempo después fue condecorado con la Medalla de la Victoria y la Libertad 1945. A partir de 1946 vuelve a competir en saltos de esquí y participó como abanderado de Polonia en dos Juegos Olímpicos más: Sankt-Moritz 1948 y Oslo 1952. Aunque se retiró oficialmente en 1957, a los 44 años, continuaría trabajando como entrenador de saltos, supervisor de instalaciones y monitor en Zakopane. En 1966 vuelve brevemente como invitado para el salto inaugural del Torneo de los Cuatro Trampolines de Garmisch-Partenkirchen, la prueba más prestigiosa de esta especialidad. En una entrevista declaró que había aceptado por dos motivos: «honrar a los rivales con mi salto, y mostrar a los alemanes, a aquellos que me habían condenado a muerte, que sigo vivo y estoy saltando aquí».
Marusarz falleció el 29 de octubre de 1993, a los 80 años, de un infarto agudo mientras intervenía en el funeral de Wacław Felczak, su comandante durante la guerra. Sus restos mortales fueron enterrados en el cementerio de Zakopane junto a los de su esposa, fallecida un año después. A lo largo de su vida el esquiador había recibido numerosas condecoraciones, y en 2010 el entonces presidente de Polonia, Lech Kaczyński, le otorgó la Gran Cruz de la Orden Polonia Restituta a título póstumo.

## Palmarés internacional
| Campeonato Mundial | Campeonato Mundial | Campeonato Mundial | Campeonato Mundial |
| Año                | Lugar              | Medalla            | Prueba             |
| ------------------ | ------------------ | ------------------ | ------------------ |
| 1938               | Lahti (Finlandia)  | Medalla de plata   | TG individual      |